# Omar Alderete
Pour les articles homonymes, voir Alderete.
Omar Federico Alderete Fernández, plus communément appelé Omar Alderete né le 26 décembre 1996 à Asuncion au Paraguay, est un footballeur international paraguayen qui joue au poste de défenseur central au Sunderland AFC.

## Carrière

### Débuts professionnels
Né à Asuncion au Paraguay, Omar Alderete commence le football avec le Cerro Porteño, dans son pays natal. C'est avec ce club qu'il débute en professionnel.
En 2017, il connaît sa première expérience à l'étranger, en étant prêté au club argentin du Gimnasia y Esgrima,. Il joue son premier match sous ses nouvelles couleurs à l'occasion d'une rencontre de championnat face au Defensa y Justicia, le 26 août 2017. Les deux équipes font match nul ce jour-là. 
En 2018, il s'engage en faveur d'un autre club argentin, le CA Huracán.

### FC Bâle
Le 4 juin 2019, est annoncé le transfert d'Omar Alderete au FC Bâle, en Suisse, avec qui il s'engage jusqu'en juin 2023. Il joue son premier match sous ses nouvelles couleurs le 19 juillet 2019, lors de la première journée de la saison 2019-2020 de Super League face au FC Sion. Il est titularisé ce jour-là en défense centrale aux côtés d'Eray Cömert, lors de cette rencontre remportée par son équipe (1-4). Quatre jours plus tard, il est à nouveau titulaire pour son premier match de Ligue des Champions face au PSV Eindhoven. À cette occasion, il inscrit également son premier but pour Bâle, mais ne peut empêcher la défaite de son équipe (3-2). 

### Hertha Berlin
Le 5 octobre 2020, Omar Alderete s'engage en faveur du club allemand du Hertha Berlin.

### Valence CF
Le 12 juillet 2021, Omar Alderete rejoint le Valence CF sous forme de prêt avec option d'achat. Il se met en évidence lors des matchs amicaux de présaison en marquant deux buts.

### Getafe CF
Le 19 août 2022, Omar Alderete est de nouveau prêté par le Hertha Berlin, cette fois au Getafe CF pour une saison avec option d'achat.
Le 25 mai 2023, Alderete s'engage définitivement avec le Getafe CF. Le défenseur paraguayen signe un contrat de cinq ans, soit jusqu'en juin 2028.

### En équipe nationale
Avec les moins de 20 ans, il participe au championnat sud-américain des moins de 20 ans en 2015. Lors de cette compétition organisée en Uruguay, il joue sept matchs. 
Omar Alderete honore sa première sélection avec l'équipe nationale du Paraguay le 20 novembre 2018, lors d'un match amical face à l'Afrique du Sud. Il est titulaire ce jour-là et les deux équipes se séparent sur un score nul (1-1).

## Statistiques

### En sélection nationale
| Saison                | Sélection             | Phases finales        | Phases finales | Phases finales | Phases finales | Éliminatoires CDM | Éliminatoires CDM | Éliminatoires CDM | Matchs amicaux | Matchs amicaux | Matchs amicaux | Total | Total | Total |
| Saison                | Sélection             | Compétition           | M              | B              | Pd             | M                 | B                 | Pd                | M              | B              | Pd             | M     | B     | Pd    |
| --------------------- | --------------------- | --------------------- | -------------- | -------------- | -------------- | ----------------- | ----------------- | ----------------- | -------------- | -------------- | -------------- | ----- | ----- | ----- |
| 2018-2019             | Paraguay              | Copa América 2019     | -              | -              | -              | -                 | -                 | -                 | 1              | 0              | 0              | 1     | 0     | 0     |
| 2020-2021             | Paraguay              | Copa América 2021     | 2              | 0              | 0              | 4                 | 0                 | 0                 | -              | -              | -              | 6     | 0     | 0     |
| 2021-2022             | Paraguay              |                       | -              | -              | -              | 4                 | 0                 | 0                 | 1              | 0              | 0              | 5     | 0     | 0     |
| 2022-2023             | Paraguay              |                       | -              | -              | -              | -                 | -                 | -                 | 0              | 0              | 0              | 0     | 0     | 0     |
| 2023-2024             | Paraguay              | Copa América 2024     | 3              | 1              | 0              | 3                 | 0                 | 0                 | 2              | 0              | 0              | 8     | 1     | 0     |
| 2024-2025             | Paraguay              |                       | -              | -              | -              | 5                 | 1                 | 0                 | -              | -              | -              | 5     | 1     | 0     |
| Total sur la carrière | Total sur la carrière | Total sur la carrière | 5              | 1              | 0              | 16                | 1                 | 0                 | 4              | 0              | 0              | 25    | 2     | 0     |